# Filip Gravenfors
Filip Gravenfors (* 2. Oktober 2004) ist ein schwedischer Freestyle-Skier. Er startet in den Buckelpisten-Disziplinen Moguls und Dual Moguls.

## Werdegang
Gravenfors, der für den Åre SK startet, nahm im Februar 2019 in Taivalvaara erstmals am Europacup teil und kam dabei auf den 25. Platz im Dual Moguls und auf den 15. Rang im Moguls. Bei den Juniorenweltmeisterschaften 2019 in Chiesa in Valmalenco errang er den 31. Platz im Moguls. In der Saison 2019/20 erreichte er in Airolo mit dem Plätzen drei und eins seine ersten Podestplatzierungen im Europacup und zum Saisonende den fünften Platz in der Moguls-Gesamtwertung. Zu Beginn der Saison 2020/21 nahm er in Ruka erstmals am Freestyle-Skiing-Weltcup teil, wobei er den 44. Platz im Moguls errang. Im weiteren Saisonverlauf fuhr er beim Weltcup in Idre auf den Plätzen 38 und 28 und kam im Europacup mit sechs Top-Zehn-Platzierungen auf den vierten Platz in der Moguls-Gesamtwertung. In der Saison 2021/22 gewann er fünf Rennen im Europacup. Zudem gelangen ihn drei zweite sowie zwei dritte Plätze und damit zum Saisonende der dritte Platz in der Moguls-Disziplinenwertung, den zweiten Rang in der Moguls-Gesamtwertung sowie den ersten Platz in der Dual Moguls-Disziplinenwertung. Bei den Juniorenweltmeisterschaften 2022 in Chiesa in Valmalenco holte er jeweils die Bronzemedaille in den beiden Buckelpisten-Disziplinen. 
Nach Platz 34 im Moguls beim Weltcup in Ruka zu Beginn der Saison 2022/23, erreichte Gravenfors in Idre mit dem zweiten Platz im Dual Moguls seine erste Podestplatzierung im Weltcup. Es folgten sechs Top-Zehn-Platzierungen, darunter Platz drei im  Dual Moguls in Val St. Come und belegte damit den siebten Platz in der Moguls/Dual Moguls-Gesamtwertung und den vierten Rang im Dual-Moguls-Weltcup. Beim Saisonhöhepunkt, den Freestyle-Skiing-Weltmeisterschaften 2023 in Bakuriani, wurde er Neunter im Moguls und Achter im Dual Moguls. Im März 2023 gewann er bei den Juniorenweltmeisterschaften in Chiesa in Valmalenco jeweils die Goldmedaille. In der Saison 2023/24 kam er bei 16 Teilnahmen im Weltcup 13-mal unter den ersten Zehn, darunter drei dritte sowie zwei zweite Plätze und erreichte damit den vierten Platz im Duals-Moguls-Weltcup sowie jeweils den dritten Platz im Moguls-Weltcup und im Moguls/Dual Moguls-Weltcup.

## Erfolge

### Weltmeisterschaften
- 2023 Bakuriani: 8. Platz Dual Moguls, 9. Platz Moguls

### Weltcupwertungen
| Saison  | Gesamt Moguls / Dual Moguls | Gesamt Moguls / Dual Moguls | Moguls | Moguls | Dual Moguls | Dual Moguls |
| Saison  | Platz                       | Punkte                      | Platz  | Punkte | Platz       | Punkte      |
| ------- | --------------------------- | --------------------------- | ------ | ------ | ----------- | ----------- |
| 2020/21 | 47.                         | 3                           | -      | -      | -           | -           |
| 2021/22 | 59.                         | 2                           | -      | -      | 46.         | 2           |
| 2022/23 | 7.                          | 372                         | 13.    | 107    | 4.          | 265         |
| 2023/24 | 3.                          | 705                         | 3.     | 361    | 4.          | 344         |

### Europacup
- Saison 2021/22: 1. Platz Dual Moguls-Disziplinenwertung, 2. Platz Moguls-Gesamtwertung, 3. Platz Moguls-Disziplinenwertung
- 18 Podestplätze, davon 7 Siege

### Juniorenweltmeisterschaften
- 2019 Chiesa in Valmalenco: 31. Platz Moguls
- 2022 Chiesa in Valmalenco: 3. Platz Dual Moguls, 3. Platz Moguls
- 2023 Chiesa in Valmalenco: 1. Platz Dual Moguls, 1. Platz Moguls